# 大眼睛
是一部2014年由提姆·波頓執導的美國劇情片，由克里斯多夫·華茲和艾美·亞當斯主演。製片方為溫斯坦影業，2014年12月25日於美國上映。
此片取材自美國1950至1960年代的知名畫家華特·基恩夫婦的真實事件。妻子瑪格麗特·基恩指控華特·基恩盜用了自己的畫作，而將丈夫告上法庭。

## 劇情概要
1950年代的美國，名為「大眼睛」的插圖開始街知巷聞的流行起來，其人物超乎常人比例的大眼睛畫風獨樹一格。不久，此插圖繪者華特·基恩（克里斯多夫·華茲 飾）卻遭到起訴，被指控剽竊他人作品。而指控他的人，正是他的妻子瑪格麗特·基恩（艾美·亞當斯 飾）。兩人因而對簿公堂……。

## 主要角色
- 華特·基恩：克里斯多夫·華茲 飾
- 瑪格麗特·基恩：艾美·亞當斯 飾
- DeAnn：克萊斯汀·瑞特 飾
- Dick Nolan：丹尼·休斯頓 飾

## 票房
香港首周四天仅收112万港币列第十位。

## 獎項
- 第72屆金球獎音樂及喜劇類最佳女主角：艾美·亞當斯

## 外部連結
- 互联网电影数据库（IMDb）上《大眼睛》的资料（英文）
- 爛番茄上《大眼睛》的資料（英文）
- Metacritic上《大眼睛》的資料（英文）
- AllMovie上《Big Eyes》的资料（英文）
- Box Office Mojo上《Big Eyes》的資料（英文）